# Zeilschip

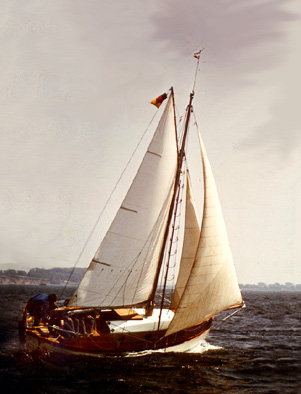
Zeilboot

Een zeilschip of zeilboot is een schip dat met behulp van zeilen wordt voortbewogen door windkracht. Ook (zeil)jachten behoren tot de zeilschepen. Zeilschepen waren in het verleden lange tijd het belangrijkste vervoermiddel voor het vervoer van goederen en personen over langere afstanden. Die rol is met de komst van stoom- en motorschepen in de 19e eeuw door deze overgenomen. Ook waren tot in de 19de eeuw de meeste oorlogsschepen zeilschepen. Tegenwoordig worden zeilschepen voornamelijk voor recreatieve doeleinden gebruikt.

## Verschil tussen zeilboot en zeilschip
Met 'zeilboot' worden over het algemeen de wat kleinere vaartuigen aangeduid die voor sport of recreatie gebruikt worden. Een zeilschip is groter en wordt doorgaans gebruikt voor vracht- of passagiersvaart. De grens tussen beide is echter niet eenduidig te trekken. Er wordt wel gezegd: "Je kunt een boot wel op een schip zetten, een schip niet op een boot."

## Opbouw
Bij een zeilschip worden de volgende onderdelen onderscheiden:
- een romp bestaande uit:
  - de boeg aan het voorschip, met eventueel een boegspriet en/of een kluiverboom
  - het middenschip met de opbouw en de gangboorden
  - het achterschip met de achtersteven
- een zwaard: steekzwaard, midzwaard of zijzwaard of een vaste kiel
- een roer
- een of meer masten met
  - ra's bij dwarsgetuigde schepen
  - stengen bij dwarsgetuigde schepen
  - giek
  - gaffel bij gaffelgetuigde schepen
  - spriet bij sprietgetuigde schepen
- een of meer zeilen
- het staand want, waaronder de stagen
- het lopend want, waaronder de schoten en vallen

Indien een zeilschip twee of drie rompen heeft, wordt er gesproken over respectievelijk een catamaran of een  trimaran.
Het geheel waaruit de mast, het want, de zeilen, het touwwerk en de rondhouten die nodig zijn om een schip voort te bewegen en om een schip te laten ankeren, bestaat, noemt men de tuigage. De aan boord aanwezige hijstoestellen voor het laden en lossen van lading behoren, evenals de sloepen, ook tot de tuigage. Er zijn veel verschillende soorten tuigage.

## Zeilboottypen
Zeilboten met twee of meer masten worden geklasseerd in meerdere typen, afhankelijk van de hoogte en plaatsing van de masten. Voor de tweemasters zijn er de volgende typen:
- Schoener: De achterste mast is hoger of gelijk aan de voorste.
- Kits: De achterste mast is kleiner dan de voorste. De achterste mast is vóór de roerkoning.
- Yawl: De achterste mast is kleiner dan de voorste. De achterste mast is achter de roerkoning en veel kleiner dan bij de kits.
- Jonk: in Azië, met een of meer masten, eventueel van bamboe.

## Zeilklasse

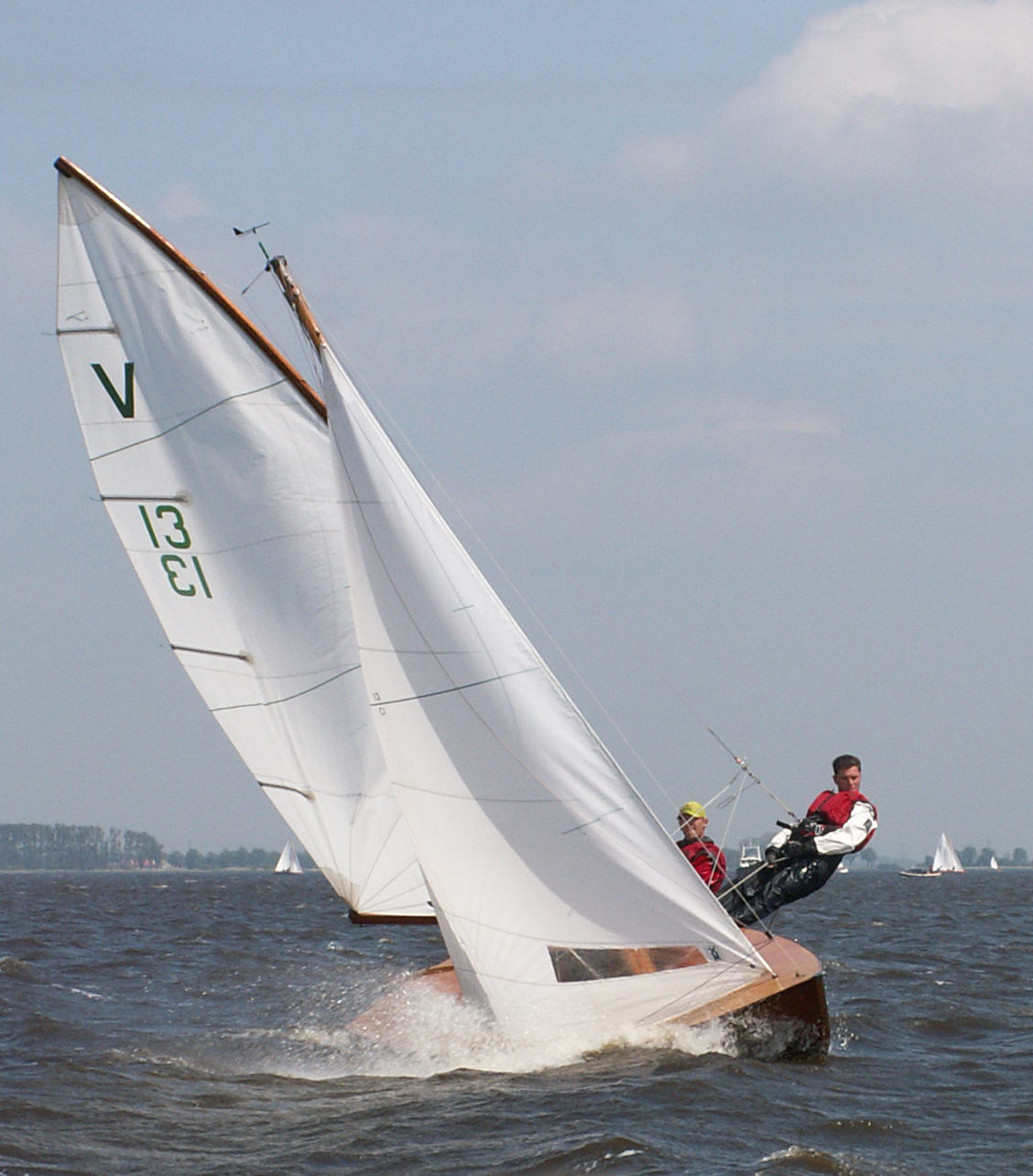
Vrijheid zeilklasse

Een zeilboot kan tot een bepaalde klasse worden gedefinieerd voor de zeilwedstrijden. Voor een klasse is vrij scherp omschreven wat de eisen zijn waaraan de boten van die klasse moeten voldoen. Voor de meeste van die klassen worden ook regatta's georganiseerd. Een aantal van de klassen is een olympische klasse, daar worden op de Olympische Spelen wedstrijden in gevaren. De eenheidsklassen hebben vaak een zeilteken in het zeil, waardoor ze van grotere afstand gemakkelijk te herkennen zijn.
Een opsomming van een aantal van de klassen:
| Klasse          | Lengte  | Gewicht | Zeiloppervlak                                                           |
| --------------- | ------- | ------- | ----------------------------------------------------------------------- |
| 16-kwadraat     | 6,00 m  | 450 kg  | 16 m²                                                                   |
| 2,4mR           | 4,16 m  | 260 kg  | 7,5 m²                                                                  |
| 420             | 4,20 m  | 120 kg  | 10,25 m²                                                                |
| 470             | 4,70 m  | 118 kg  | 13,65 m²                                                                |
| BM              | 4,75 m  |         | 12 m²                                                                   |
| Cadet           | 3,22 m  | 54 kg   | zeil en fok 5,16 m² spinnaker 4,25 m²                                   |
| Contender       | 4,88 m  | 83 kg   | 10,7 m²                                                                 |
| Dart 18         | 3,90 m  | 160 kg  | 16 m²                                                                   |
| Efsix           | 6,00 m  | 500 kg  | zeil en fok 18,8 m² spinnaker 22,3 m²                                   |
| Europe          | 3,35 m  | 63 kg   | 7 m²                                                                    |
| Finn            | 4,50 m  | 140 kg  | 10 m²                                                                   |
| Flying Dutchman | 6,05 m  | 165 kg  | 18,80 m²                                                                |
| Flying Junior   | 4,03 m  | 75 kg   | zeil en genua 9,60 m² spinnaker 8,00 m²                                 |
| Javelin         | 5,37 m  | 140 kg  | grootzeil 10,9 m², fok 4,8 m² spinnaker 17,5 m²                         |
| J22             | 6,86 m  | 857 kg  | zeil en genua 22 m² spinnaker 34 m²                                     |
| J24             | 7,32 m  | 1270 kg | 24,25 m²                                                                |
| Laser           | 4,23 m  | 57 kg   | 7,07 m²                                                                 |
| Laser radiaal   | 4,23 m  | 57 kg   | 5,7 m²                                                                  |
| Laser 4.7       | 4,23 m  | 57 kg   | 4,7 m²                                                                  |
| Optimist        | 2,34 m  | 42 kg   | 3,50 m²                                                                 |
| Pampus          | 6,67 m  | 725 kg  | zeil en genua 20,55 m²                                                  |
| Randmeer        | 6,50 m  | 500 kg  | zeil en genua 19,1 m² spinnaker 19,50 m²                                |
| Sailhorse       | 6,13 m  | 470 kg  | 24,70 m²                                                                |
| Schakel         | 4,71 m  | 112 kg  | 11,90 m²                                                                |
| Soling          | 8,15 m  | 1000 kg | 21,7 m²                                                                 |
| Spanker         | 5,75 m  | 250 kg  | 30,0 m²                                                                 |
| Splash          | 3.58 m  | 52 kg   | 6.3 m²                                                                  |
| Solo            | 3,78 m  | 70 kg   | 8,4 m²                                                                  |
| Star            | 6,922 m | 671 kg  | 26,5 m²                                                                 |
| Stern           | 4,25 m  | 130 kg  | grootzeil 7,4 m², fok 3,8 m² spinnaker 8,0 m²                           |
| Vaurien         | 4,08 m  | 95 kg   | 8,10 m²                                                                 |
| Valk            | 6,50 m  | 530 kg  | 16 m², genua 6 m² spinnaker 14,5 m²                                     |
| Vrijheid        | 5,40 m  | 246 kg  | 9,7 m², Genua 5,9 m² spinnaker 9,8 m²                                   |
| Wayfarer        | 4,82 m  | 182 kg  | 11,6 m² - Grootzeil 8,8 m², fok 2,8 m², genua 4,0 m², spinnaker 14,5 m² |

Met ongeklasseerde boten kunnen ook wedstrijden gezeild worden. Hiervoor wordt door middel van een meting een handicapfactor bepaald, zodat alle deelnemende schepen een eerlijke kans hebben om te winnen.

## Traditionele zeilschepen

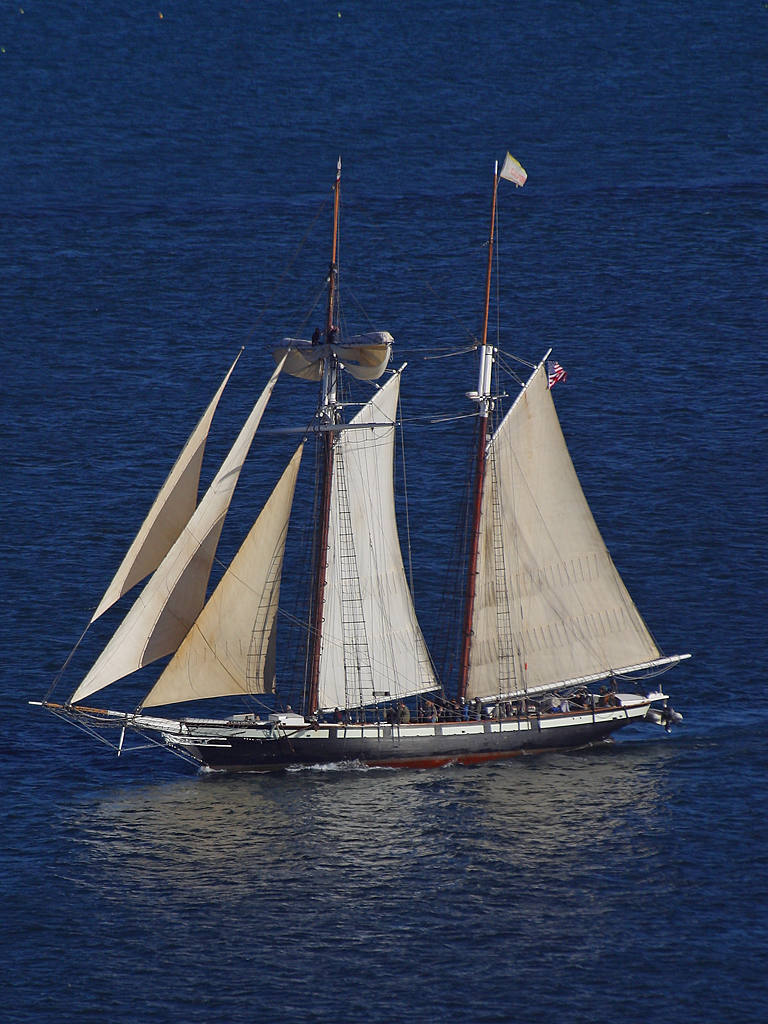
Traditioneel zeilschip

Onder deze term worden zeilschepen verstaan die vroeger bedrijfsmatig in de vrachtvaart gebruikt werden. Ook replica's van oude schepen vallen hieronder. Voor hun oorspronkelijke doel worden de schepen tegenwoordig niet meer gebruikt, maar ze varen wel, ofwel als varend woonschip, recreatievaartuig van een particulier ofwel (vaker) als vaartuig in de chartervaart. De Nederlandse vloot van charterschepen telt zo'n 500 schepen.
Een andere naam voor deze laatste groep van klassieke schepen, gebaseerd met name op de oudere zeilende binnenvaart- en kustvaartschepen, is de 'bruine vloot', verwijzend naar de overwegende kleur van de zeilen die door de schepen gevoerd worden.
Als traditionele zeilschepen voldoen aan de voorwaarden, kunnen ze worden opgenomen in het Register Varend Erfgoed Nederland als Varend monument.
Jaarlijks wordt er nog steeds een zogenaamde strontrace gehouden tussen het Friese plaatsje Workum en Warmond (Zuid-Holland). De race is in principe een race tussen diverse categorieën van schepen, maar er nemen voornamelijk skûtsjes aan deel. De bedoeling is om zonder hulp van een motor van Workum naar Warmond te komen, met een vracht (stront in de originele races, maar aangezien dat nu niet meer kan wegens de stank, is dit nu vervangen door gedroogde koemest in zakken).
Verder wordt er in dezelfde periode gevist met originele vissersvaartuigen, die oude technieken gebruiken om zoveel mogelijk vis te vangen. Te denken valt hierbij aan staand want, hoekwant en treilervissen. Schepen die hierbij worden gebruikt, zijn onder andere lemsteraken en Staverse jollen, maar ook botters, hengsten, hoogaarzen, schokkers. Deze schepen werden in verschillende delen van het land gebruikt voor de visvangst, ieder scheepstype geschikt voor het eigen water. Het schip dat op de traditionele veiling het meeste geld ontvangt voor de vangst, is de winnaar.
Een derde onderdeel van de week is de Beurtveer, waarbij de grotere schepen (klippers, tjalken, aken) een route varen om vracht af te leveren en passagiers te wisselen.

## Reistijden van zeilschepen
Op de voorgrond staat, dat een zeilschip, door zijn bouw, snel of traag kan zijn. Dat is dan ook bepalend voor de reistijden van zeilschepen. Vervolgens moet ook het seizoen of jaargetijde in aanmerking genomen worden en of er wel of niet van een gunstige wind gebruik gemaakt kan worden. Ten slotte is ook het aantal havens dat tijdens de reis wordt aangedaan bepalend, want hierdoor zal de duur van de reis worden beïnvloed. Daardoor variëren de reistijden rond het jaar 1900 enorm per reis in genoemde voorbeelden.
- Van Engeland naar San Francisco duurt circa 96 - 190 dagen.
- Van Engeland naar de oostkust van Noord-Amerika, zoals New York of Georgetown County, duurt circa 19 - 85 dagen.
- Van Engeland naar de oostkust van Midden-Amerika, zoals Mexico of Venezuela, duurt circa 30 - 90 dagen.
- Van de Noordzee tot de westkust van Afrika, zoals Guinee of Ivoorkust, duurt circa 30 - 72 dagen.
- Van de Noordzee tot de oostkust van Zuid-Amerika, zoals Rio de Janeiro, duurt circa 50 - 90 dagen.
- Van de Noordzee tot de kust van Zuid-Afrika, zoals Kaap de Goede Hoop, duurt circa 60 - 90 dagen.
- Van de Noordzee tot de zuidoostkust van Azië, zoals Thailand of Indonesië, duurt circa 85 - 125 dagen.
- Van de Noordzee tot de kust van Australië, zoals Adelaide, duurt circa 75 - 150 dagen.